# Joakim Greiffenheim
Joakim Greiffenheim, född 3 november 1661 i S:t Laurentii församling, Östergötlands län, död 17 juli 1739, var ett svenskt regeringsråd.

## Biografi
Greiffenheim föddes 1661 i S:t Laurentii församling, Söderköping. Han var son till politieborgmästaren Joakim Wibbling och Elisabet Palumba. Greiffenheim blev 1681 skrivare vid pommerska kammaren och 1689 vice kamrer vid generalguvernementet i Pommern. Han blev 1690 fältbokhållare vid generalmajor Mellins armé. År 1694 blev han kammarsekreterare i Pommern och 1700 krigskamrer med guvernören Nils Gyllenstiern. Greiffenheim blev 1701 överkammrer och överinspektor vid tullverket i Pommern. Han adlades 26 augusti 1702 till Gripenhem, senare Greiffenheim och introducerades 1705 som nummer 1395. Den 12 augusti 1713 blev han regeringsråd i Pommern och 1721 slottshauptman. Greiffenheim blev 6 juli 1731 kommissarie vid reduktionskommissionen och tog avsked 23 december 1736 med landshövdings titel. Greiffenheim avled 1739.

### Familj
Greiffenheim gifte sig första gången med Barbro von der Püttern (1678–1708) från Stettin. De fick tillsammans dottern Helena Barbara Elisabet Greiffenheim (född 1705) som var gift med kommendanten Bernt Christoffer Klinckowström i Lünburg och Juliana Regina Greiffenheim (1707–1754) som var gift med överstelöjtnanten Sebastian Moltzer adlad von Moltzer.
Greiffenheim gifte sig andra gången med Maria Constantia Cuypercrona (1690–1717). Hon var dotter till residenten Peter Cuypercrona och Anna Amenden. De fick tillsammans barnen  regeringsrådet Johan August Greiffenheim (1712–1789), Anna Beata Greiffenheim (1713–1753) som var gift med kammarherren Anders Gottfrid Dahlstierna och Charlotta Maria Greiffenheim (1716–1754) som var gift med landrådet Carl Bogislaus von Ysedom.